# Nuna 8

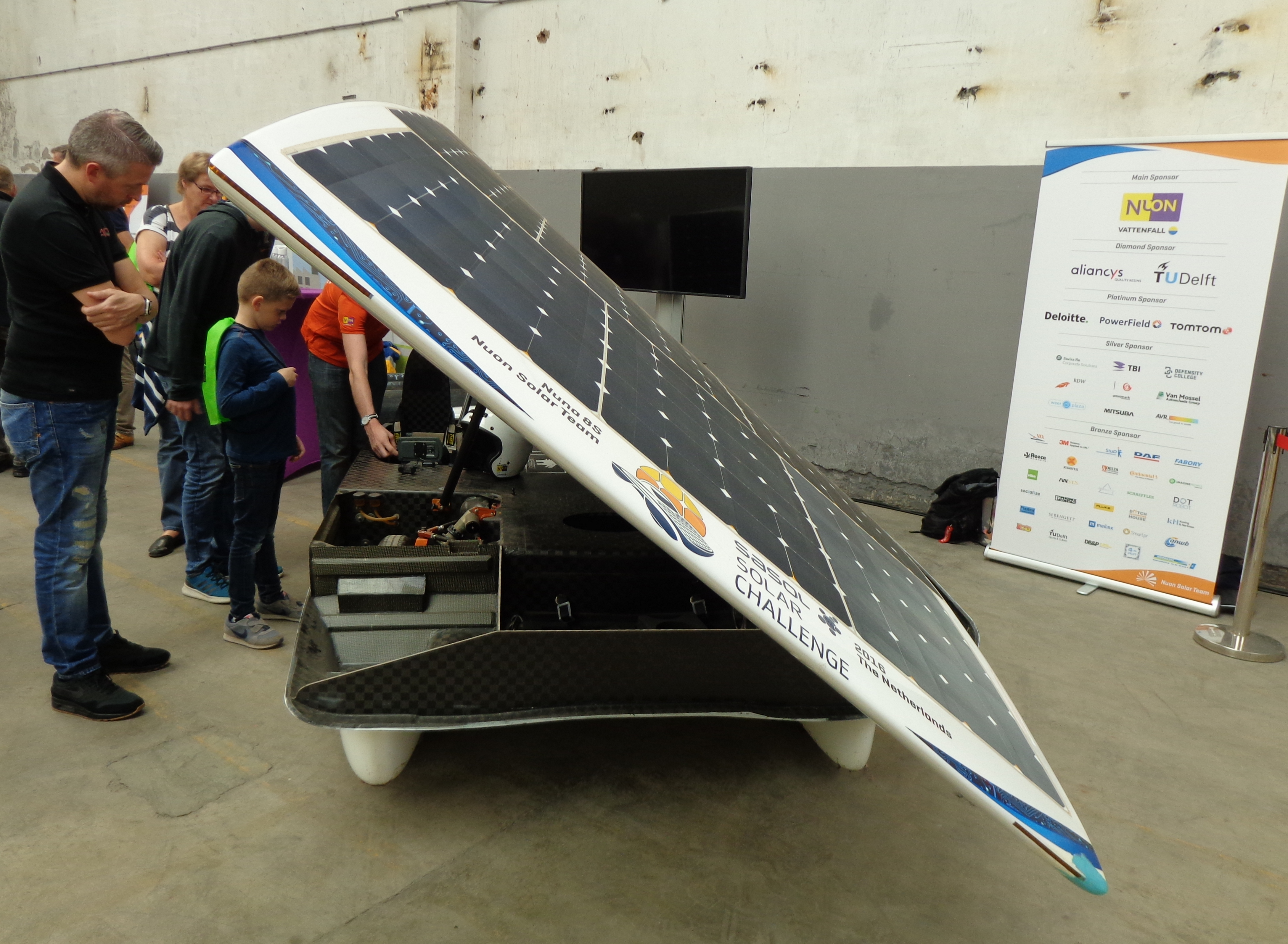
Nuna 8S

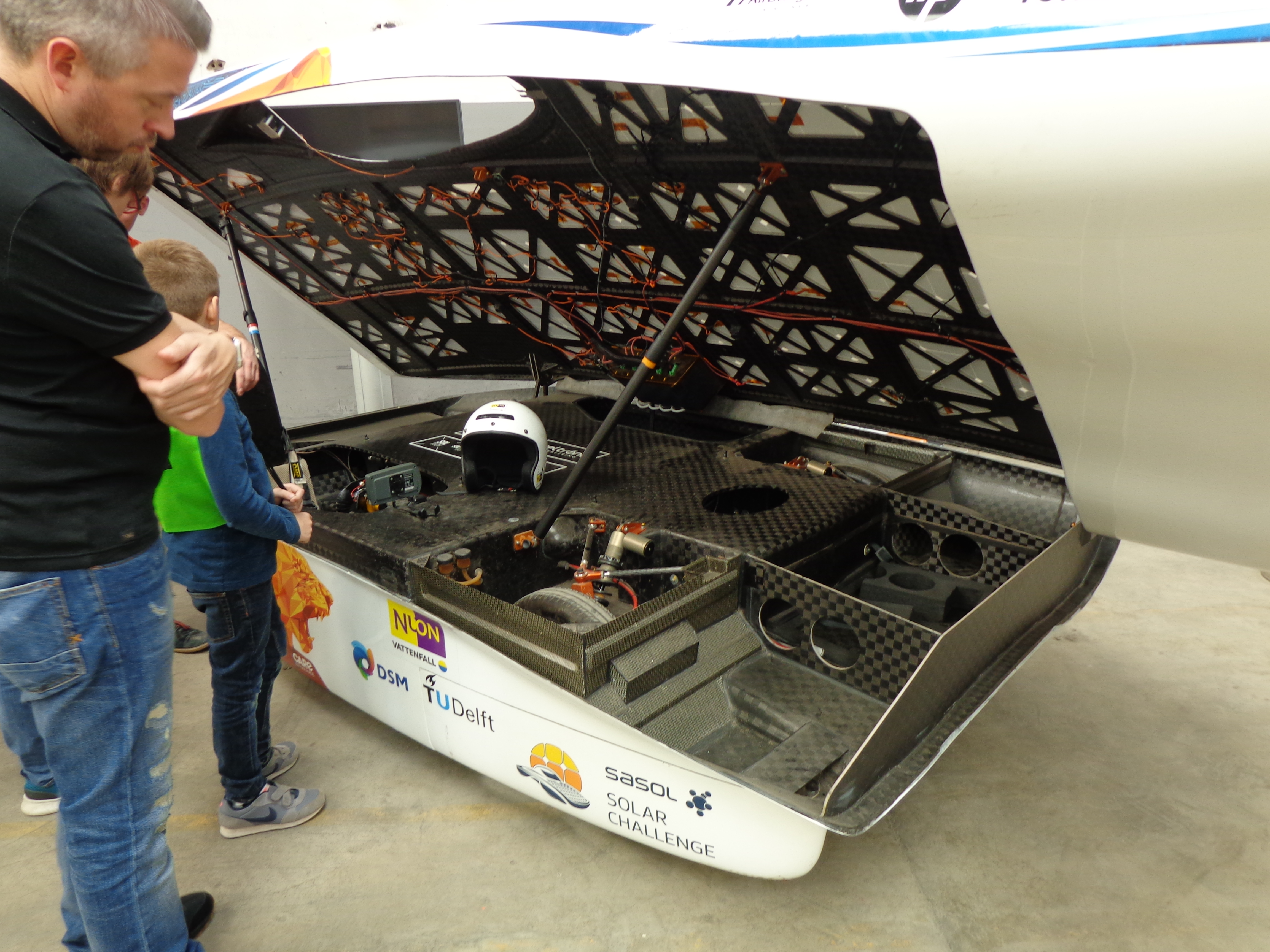
Binnenkant

Nuna 8 is een zonnewagen gebouwd door het Nuon Solar Team. Met Nuna 8 deed het team mee aan de World Solar Challenge 2015 een 3000 km lange race dwars door Australië, waar hij eerste werd. Het Nuon Solar Team bestond uit 16 studenten van de Technische Universiteit Delft. De studies Luchtvaart- en Ruimtevaarttechniek, Industrieel Ontwerpen, Werktuigbouwkunde, Technische Bestuurskunde Technische Natuurkunde, Technische Wiskunde en Elektrotechniek waren vertegenwoordigd. Energieleverancier Nuon werd voor de 8e editie op rij gevonden als hoofdsponsor van het team.

## Ontwikkeling
Het team had reeds vijf keer de wereldbeker zonneracen gewonnen, in de periode van 2001 tot en met 2007. Daarna bleek de competitie enorm waarbij in twee edities de tweede plaats werd veroverd. In het jaar 2013 werd de beker weer heroverd. High-tech werking met sponsors en bedrijfsleven en het optimaal gebruiken van de jarenlange ervaring van het team werden benut. Het nieuwe team van 16 fulltime studenten begon vanaf september 2014 aan het ontwikkelen van de nieuwe zonnewagen.
De World Solar Challenge regulations met auto-specifieke eisen waaraan voldaan dient te worden bevatten enkele ingrijpende veranderingen. Zo moest de auto autonoom kunnen laden, waren er verhoogde eisen voor de ruimte en veiligheid van de coureur en talloze andere vernieuwingen, gericht op verhoging van de veiligheid van de deelnemende auto's en op verbetering van de gebruiksvriendelijkheid.

## Specificaties Nuna 8
| Afmetingen             | Lengte: 4,5 m Breedte: 1,75 m Hoogte: 1,12 m |
| Gewicht zonder coureur | v |
| Coureur                | Gewicht wordt aangevuld tot 80 kg Coureurs zijn geselecteerd op heupbreedte en lengte van het bovenlichaam |
| Aantal wielen          | 4 |
| Zonnecellen            | 391 cellen topshell Monokristallijn siliciumcellen Efficiëntie: 22,5% Combinatie van een efficiëntie verhogende laminaten Totale oppervlakte zonnecellen 6m² |
| Motor                  | Mitsuba InWheel Direct Drive Elektromotor Motor geïntegreerd in velg rechter achterwiel (direct achter coureur) |
| Accu                   | 20 kg Lithium Ion cellen Capaciteit: 5,1 kWh Inclusief intelligent en efficiënt battery monitoring systeem |
| Besturing              | Intelligent stuurwiel uit koolstofvezel met quick-release |
| Aerodynamica           | Speciaal ontworpen vleugelprofiel Asymmetrisch ontwerp voor minimaal frontaal oppervlak Variërende dikte vleugel over breedte auto Twee lange vleugelprofiel wielkappen aan weerszijden auto waarin twee wielen zijn opgenomen.                                                                                             |
| Carrosserie            | Sandwichconstructie van koolstofvezel en PMMI schuim Speciaal koolstofweefsel 'TeXtreme' dat ook in de Formule1 wordt gebruikt Koolstof/Dyneema rollbar Dyneema versterkte onderdelen voor bescherming coureur en tegen steenslag Coureurs compartiment in rechter wielkap ontworpen op veiligheidseisen voor hevige impact |
| Wielophanging Voor     | Aluminium uprights, vastgehouden door aluminium upright en double wishbone. Schokdempers in de vering geïntegreerd Lichtgewicht Carbon velgen Hoge precisie keramische lagers |
| Wielophanging Achter   | Achterbrug van aluminium Titanium assen Hoge precisie keramische lagers |
| Banden                 | Speciaal voor zonneracen ontwikkelde Michelin profielbanden |
| Remmen                 | Regeneratief remmen op de motor Mechanische rem voor noodstop |
| Rolweerstand           | Ruim 10 keer lager dan een normale auto |
| Luchtweerstand         | Ruim 12 keer kleiner dan een normale auto |
| Telemetrie             | WiFi verbinding met volgwagen MobiBoxx boordcomputer met full-colour display |
| Coureur-comfort        | Regelbare ventilatie Custom-made oordopjes voor communicatie |